# Ursula Fingerlos
Ursula Fingerlos (ur. 17 listopada 1976 w Mauterndorfie) – austriacka snowboardzistka, wicemistrzyni świata.

## Kariera
Pierwszy raz na arenie międzynarodowej pojawiła się 5 marca 1995 roku w Mühlbach, zajmując drugie miejsce w gigancie. W zawodach Pucharu Świata zadebiutowała 21 listopada 1995 roku w Zell am See, gdzie zajęła jedenaste miejsce w tej konkurencji. Tym samym już w swoim debiucie wywalczyła pierwsze pucharowe punkty. Pierwszy raz na podium zawodów tego cyklu stanęła 4 lutego 1996 roku w Bad Hindelang, wygrywając rywalizację w gigancie. W zawodach tych wyprzedziła Niemkę Heidi Renoth i swą rodaczkę, Birgit Herbert. Łącznie 23 razy stawała na podium zawodów PŚ, odnosząc przy tym jedenaście zwycięstw: 6 w snowcrossie, 3 w gigancie i 2 w gigancie równoległym (PGS). Najlepsze wyniki osiągnęła w sezonach 1997/1998 i 1998/1999, kiedy to zajmowała trzecie miejsce w klasyfikacji generalnej, a triumfowała w klasyfikacji snowcrossu. Trzecie miejsce w klasyfikacji generalnej zajęła też w sezonie 2002/2003, a w sezonie 1995/1996 była trzecia w klasyfikacji giganta.
Jej największym sukcesem jest srebrny medal w snowcrossie wywalczony na mistrzostwach świata w Kreischbergu w 2003 roku.  Rozdzieliła tam na podium dwie Francuzki: Karine Ruby i Victorię Wicky. Była też między innymi czwarta podczas mistrzostw świata w Lienzu w 1996 roku, gdzie walkę o podium przegrała z Sondrą van Ert z USA. Brała też udział w igrzyskach olimpijskich w Nagano w 1998 roku, kończąc rywalizację w gigancie na piątej pozycji.
W 2004 roku zakończyła karierę.

## Osiągnięcia

### Igrzyska olimpijskie
| Miejsce | Dzień    | Rok  | Miejscowość | Konkurencja | Zwyciężczyni |
| ------- | -------- | ---- | ----------- | ----------- | ------------ |
| 5.      | 9 lutego | 1998 | Nagano      | Gigant      | Karine Ruby  |

### Mistrzostwa świata
| Miejsce | Dzień       | Rok  | Miejscowość   | Konkurencja       | Zwyciężczyni      |
| ------- | ----------- | ---- | ------------- | ----------------- | ----------------- |
| 4.      | 26 stycznia | 1996 | Lienz         | Gigant            | Karine Ruby       |
| 16.     | 28 stycznia | 1996 | Lienz         | Slalom równoległy | Marion Posch      |
| 34.     | 21 stycznia | 1997 | San Candido   | Gigant            | Sondra van Ert    |
| 7.      | 26 stycznia | 1997 | San Candido   | Snowcross         | Karine Ruby       |
| 6.      | 12 stycznia | 1999 | Berchtesgaden | Gigant            | Margherita Parini |
| 10.     | 14 stycznia | 1999 | Berchtesgaden | Gigant równoległy | Isabelle Blanc    |
| 11.     | 15 stycznia | 1999 | Berchtesgaden | Slalom równoległy | Marion Posch      |
| 25.     | 17 stycznia | 1999 | Berchtesgaden | Snowcross         | Julie Pomagalski  |
| 2.      | 19 stycznia | 2003 | Kreischberg   | Snowcross         | Karine Ruby       |

### Puchar Świata

#### Miejsca w klasyfikacji generalnej
- sezon 1995/1996: 7.
- sezon 1996/1997: 18.
- sezon 1997/1998: 3.
- sezon 1998/1999: 3.
- sezon 1999/2000: 7.
- sezon 2000/2001: 13.
- sezon 2001/2002: 5.
- sezon 2002/2003: 3.
- sezon 2003/2004: 6.

#### Miejsca na podium
1. Bad Hindelang – 4 lutego 1996 (gigant) – 1. miejsce
2. Sun Peaks – 1 marca 1996 (gigant) – 1. miejsce
3. Alpine Meadows – 10 marca 1996 (gigant) – 1. miejsce
4. Grächen – 5 marca 1997 (snowcross) – 3. miejsce
5. Sestriere – 6 grudnia 1997 (snowcross) – 3. miejsce
6. Whistler – 14 grudnia 1997 (snowcross) – 2. miejsce
7. Tandådalen – 11 marca 1998 (gigant) – 3. miejsce
8. Tandådalen – 14 marca 1998 (snowcross) – 2. miejsce
9. Whistler – 10 grudnia 1998 (supergigant) – 3. miejsce
10. Grächen – 22 stycznia 1999 (snowcross) – 1. miejsce
11. Olang – 14 marca 1999 (snowcross) – 1. miejsce
12. Morzine – 8 stycznia 2000 (snowcross) – 1. miejsce
13. Tandådalen – 26 stycznia 2000 (gigant równoległy) – 1. miejsce
14. Ischgl – 6 lutego 2000 (snowcross) – 1. miejsce
15. Sapporo – 18 lutego 2000 (gigant równoległy) – 1. miejsce
16. Whistler – 8 grudnia 2000 (snowcross) – 2. miejsce
17. Kreischberg – 6 stycznia 2001 (snowcross) – 3. miejsce
18. Morzine – 13 stycznia 2001 (snowcross) – 2. miejsce
19. Kreischberg – 26 stycznia 2002 (snowcross) – 2. miejsce
20. Badgastein – 30 stycznia 2002 (snowcross) – 1. miejsce
21. Valle Nevado – 12 września 2002 (snowcross) – 1. miejsce
22. Berchtesgaden – 26 stycznia 2003 (snowcross) – 2. miejsce
23. Serre Chevalier – 7 marca 2003 (gigant równoległy) – 3. miejsce

- w sumie 11 zwycięstw, 6 drugich i 6 trzecich miejsc.